# 水彩画 (ワルツ)
『水彩画』（ドイツ語: Aquarellen）作品258は、ヨーゼフ・シュトラウスが作曲したウィンナ・ワルツ。作曲者の代表作のひとつである。

## 楽曲解説
ウィーンの芸術家協会『ヘスペルス』が主催する舞踏会のために作曲され、1869年2月1日に主催者に献呈された。シュトラウス三兄弟、すなわち兄ヨハン2世、ヨーゼフ、弟エドゥアルトはみな『ヘスペルス』の会員であり、兄弟は『芸術家の生活』に代表される多くの作品を同協会に献呈してきた。このワルツ『水彩画』もそういった作品のひとつである。
ヨーゼフは兄弟のなかで最も芸術に造詣が深く、絵画も彼の趣味のひとつだった。ヨーゼフは画才にも恵まれ、数多くのデッサンや水彩画を残しており、中には東洋の影響を受けた水墨画風の作品さえある。そんな彼はこのワルツで「水彩画の柔らかさ」を表現したというが、あくまで詩人のような感覚で抽象的につけられた曲名であって、標題音楽とは異なる。ちなみに、兄のヨハン2世もヨーゼフに負けじと絵の勉強をしたが、ヨハン2世にはこちらの才能はなかったようで、数枚の稚拙なイラスト（ヨーゼフをモデルにした漫画風なものなど）がわずかに残されているのみである。
なお、この『水彩画』の初演から6日後の2月7日には、同じく傑作として知られるワルツ『わが人生は愛と喜び』が初演されている。

## 構成
演奏時間はおよそ8分。序奏、5つの小ワルツ、コーダで構成される。

### コーダ
この作品はコーダのティンパニーソロが有名だが、これはヨーゼフの初演の際の原典第1版にはなく、オーケストラのパート譜が出版された際の第2版で加えられたものである。第1、2版では、これ以外、強弱、和音（とくにティンパニーソロの前）、スタカート、スラーなど、かなりの違いがある。